# Arlington (Illinois)
Pour les articles homonymes, voir Arlington.
Arlington est un village du comté de Bureau dans l'Illinois, aux États-Unis,. Au début des années 1900, le village s'appelle Lost Grove. Il est incorporé le 11 octobre 1901

## Démographie
Lors du recensement de 2010, le village comptait une population de 193 habitants. Elle est estimée, en 2016, à 185 habitants.

## Personnalité d'Arlington
- Mike Prendergast (en), joueur de baseball.